# Franz Lind

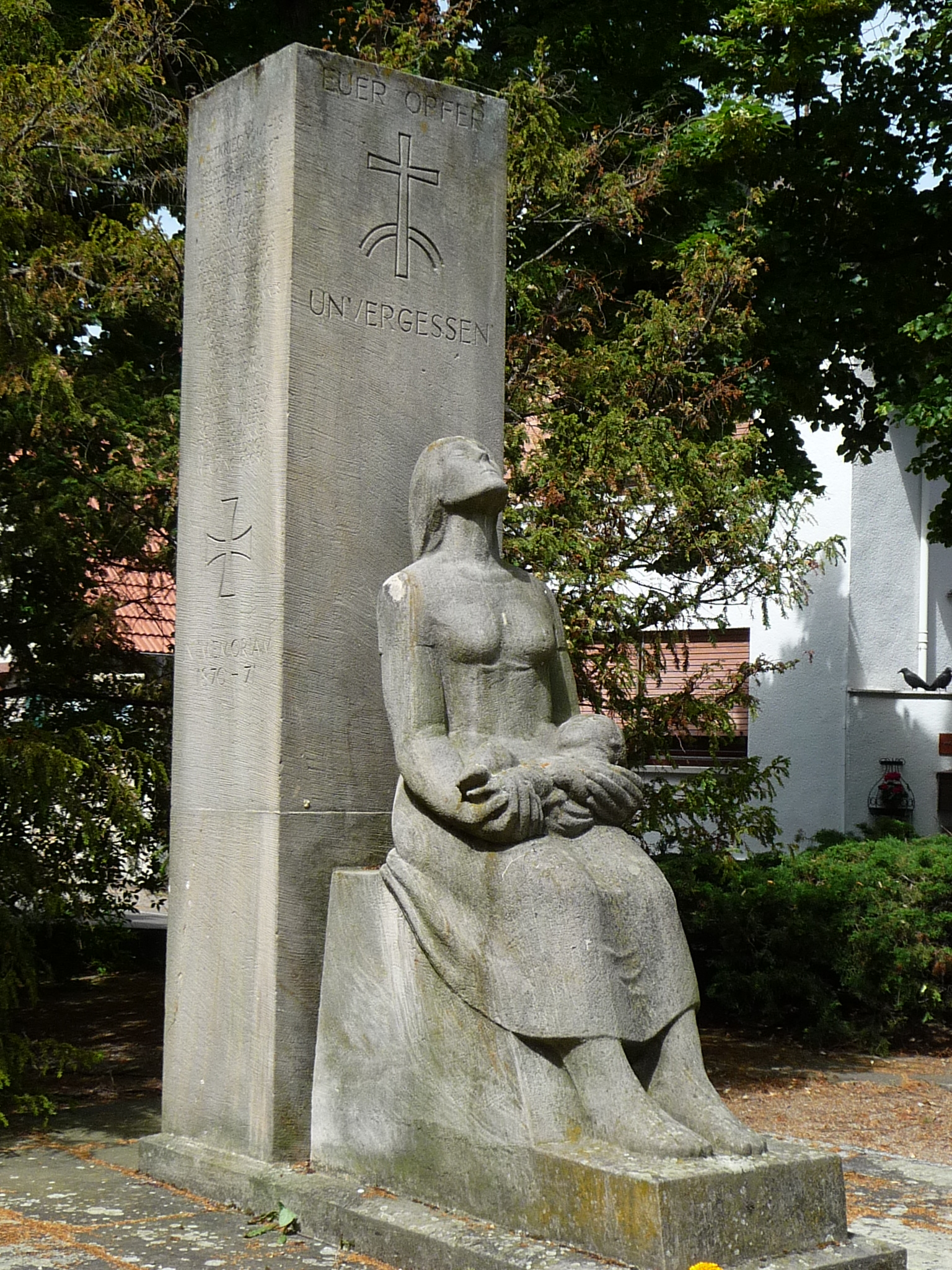
Kriegerdenkmal Ungstein, 1957

Franz Lind (* 4. Februar 1900 in Freinsheim; † 18. Dezember 1967 ebenda) war ein deutscher Bildhauer und Maler.

## Leben und Wirken
Seine bildhauerische Ausbildung begann Lind an der Abendakademie Mannheim. Von 1922 bis 1926 besuchte er die private Bildhauerklasse des späteren Professors Josef Henselmann in München, 1926–1928 lernte er bei Professor Valmore Gemignani (1879–1958) an der Kunstakademie  Florenz. 
1928 kehrte er in die Heimat zurück und arbeitete in der Region, unterbrochen von weiteren Studienreisen in die Schweiz und nach Italien. In dieser Schaffensperiode entstanden die Kriegerdenkmäler in Bobenheim am Rhein und in Ellerstadt, die Fassadenfigur Lieb die Heimat, in Neustadt an der Weinstraße sowie der Altar der Prot. Kirche Freinsheim.
Franz Lind nahm als Soldat am Zweiten Weltkrieg teil. Nach seiner Rückkehr blieb er in Freinsheim ansässig und arbeitete dort wieder als Bildhauer. In dieser Zeit fertigte er mehrere Denkmäler, z. B. in Beindersheim, in Böhl, in Haßloch, in Bad Dürkheim und in Ungstein. In Ludwigshafen schuf er 1960 die Fassadenreliefs der Lukaskirche, in Münchweiler an der Rodalb 1961 ein Paulusrelief am Glockenturm der Ev. Kirche. 
Nebenbei widmete er sich auch der Ölmalerei. 
In seinem Geburtsort Freinsheim wurde die Franz-Lind-Straße nach ihm benannt.

## Werke
- Bad Dürkheim
  - Kriegerdenkmal, 1960, Friedhof
- Bad Dürkheim-Ungstein

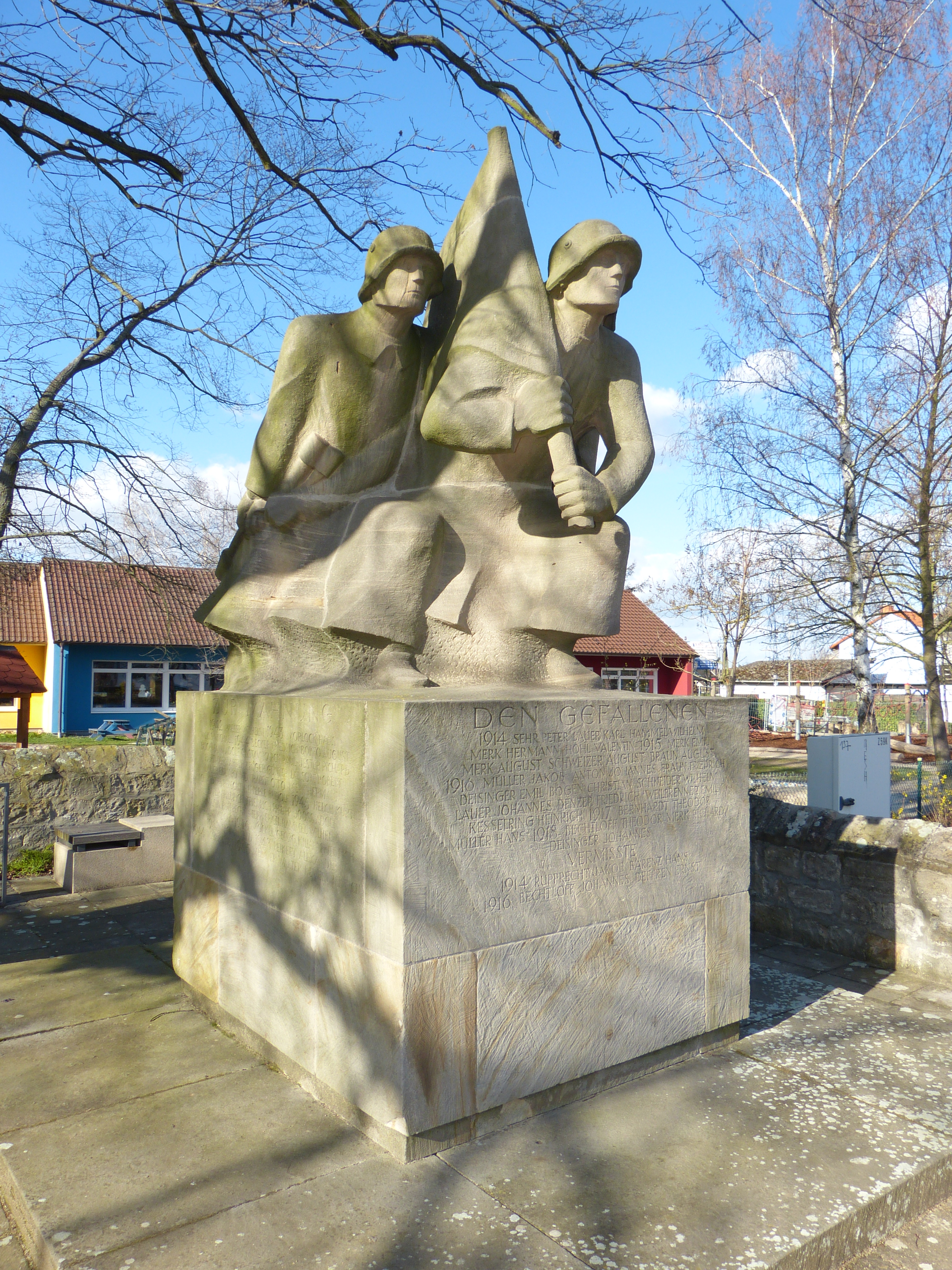
Kriegerdenkmal, Ellerstadt, 1936

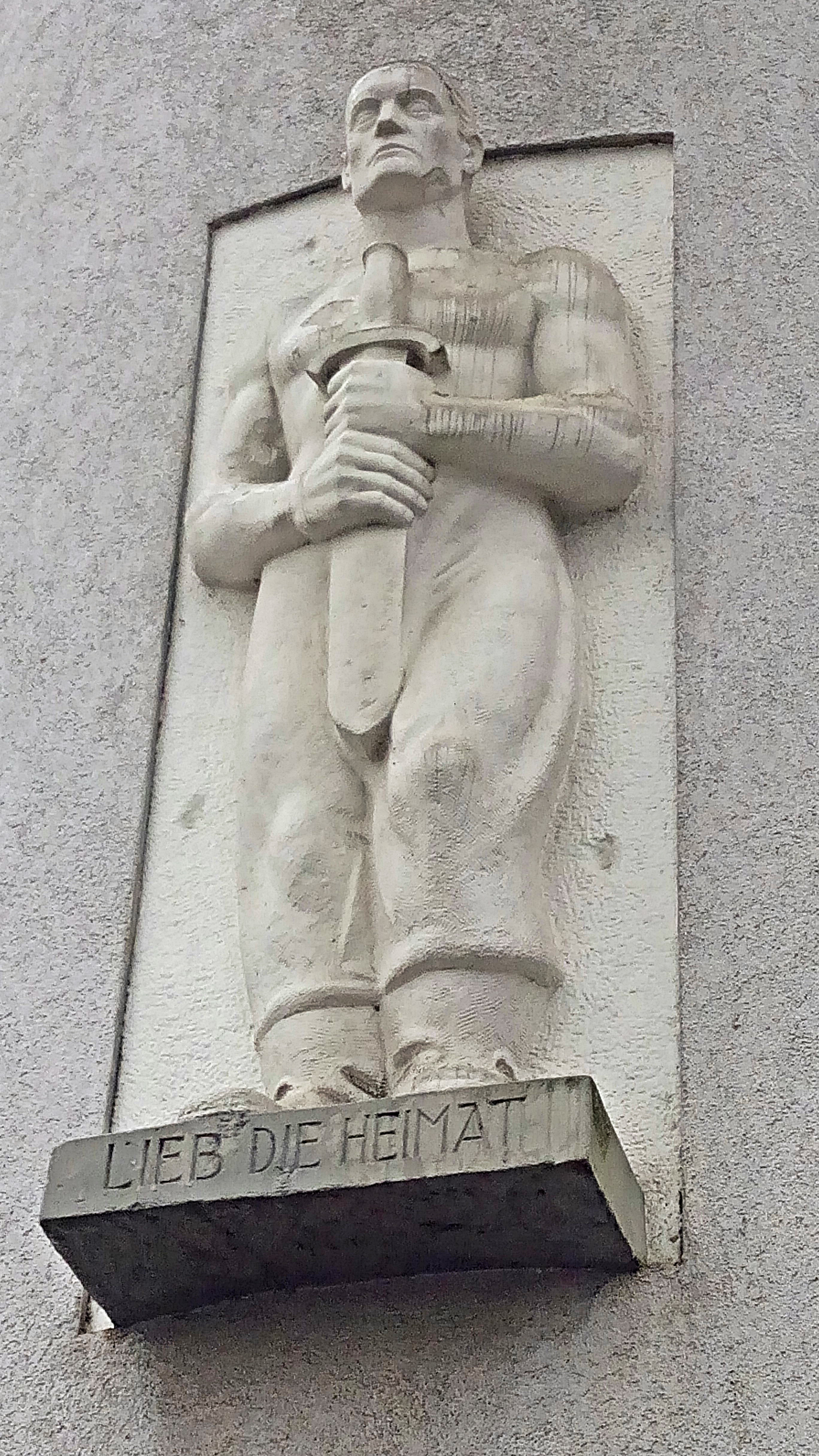
Fassadenfigur, 1936, Neustadt, Friedrich-Ebert-Str. 38

  - Kriegerdenkmal, 1957, Prot. Kirche
- Beindersheim
  - Kriegerdenkmal, 1959, Friedhof
- Bobenheim am Rhein
  - Kriegerdenkmal, 1930
- Böhl
  - Kriegerdenkmal, 1963, Friedhof
- Ellerstadt
  - Kriegerdenkmal, 1936
- Freinsheim
  - Sandstein-Altar, Prot. Kirche, 1937
- Haßloch
  - Kriegerdenkmal, 1958, Friedhof
- Ludwigshafen am Rhein
  - Ev. Lukaskirche, Kurfürstenstraße 46, Fassadenreliefs und Wasserspeier, 1960
- Münchweiler an der Rodalb
  - Paulus-Relief, Glockenturm der Ev. Pauluskirche, außen, 1961[3]
- Neustadt an der Weinstraße
  - Friedrich-Ebert-Str. 38, Treppenhaus-Turm, Fassadenfigur Lieb die Heimat, 1936, signiert im Sockel